# Бязь
Бязь (від араб. bäzz) — бавовняна щільна тканина полотняного переплетення. Бязь випускається сировою (необробленою) і біленою, набивною і гладкофарбованою.

## Опис
Білена бязь зазвичай називається полотном. Використовувалася для каптанів та іншого верхнього одягу як підкладка. У XVIII—XX ст. вибілена бязь служила для пошиття спідньої солдатської білизни, оскільки була дешевшою, ніж міткаль. Гладкофарбовану бязь використовували для підкладки та дублювання костюмних і пальтових тканин, набивну — для жіночих і дитячих легких суконь.
У торгівлі буває двох сортів:
- Проста, шиля
- Краща, ханагай

Нині бязь — основний вид постільних тканин для пошиття постільної білизни. Бязева білизна витримує нескінченне число прань, до того ж коштує порівняно недорого. Залежно від щільності плетіння, з бязі можна робити як парадні, так і повсякденні гарнітури. Останні, завдяки своїй практичності, мають великий попит. За цими показниками з бяззю порівнянна тільки суміш бавовни з поліестером.
Варто також відзначити такі властивості бязі, як:
- Гігієнічність
- Екологічна чистота
- Легкість
- Здатність на довгі роки зберігати яскравість малюнку
- Низький ступінь зминання

## З історії початку виробництва бязі
Член Імператорського російського географічного Товариства Іван Аксаков, який написав у 1858 році цінне дослідження про торгівлю на українських ярмарках, каже:
«Дуже чудова зі збуту свого бавовняна матерія, відома в торговців під назвою американського чи одеського бавовняного полотна, або бязі. Американським називається воно тому, що першими стали його робити американці, одеським — тому, що перш за все воно з'явилося в Одесі, а „бясь“ або „бязь“ — зіпсоване слово турецьке або татарське, запозичене нашими торговцями від караїмів або бессарабських покупців. Фабриканти з Кінешми, побачивши цю матерію у своєму українському ярмарковому кочуванні, завели ткання бязі у себе на фабриках, і незабаром російська бязь з'явилася у продажу на українських ярмарках у трьох кінешемських фабрикантів — у Разорьонова і двох Коновалових» 